# Hermonassa thailandica
Hermonassa thailandica är en fjärilsart som beskrevs av Mamoru Owada 1985. Hermonassa thailandica ingår i släktet Hermonassa och familjen nattflyn. Inga underarter finns listade i Catalogue of Life.